# I Miss You (Basshunter)
I Miss You är en singel av Basshunter från hans album Now You're Gone från 2008.

## Låtlista
- Digital nedladdning (14 december 2008)[1]

1. "I Miss You" (Radio Edit) – 2:45
2. "I Miss You" (Fonzerelli Edit) – 2:42
3. "I Miss You" – 3:47
4. "I Miss You" (Fonzerelli Remix) – 6:38
5. "I Miss You" (Headhunters Remix) – 5:08

- Digital nedladdning (15 december 2008)[2]

1. "I Miss You" (Radio Edit) – 2:45
2. "Basshunter Minimix" – 4:44

- Digital nedladdning (12 januari 2009)[3]

1. "I Miss You" (Hyperzone Mix) – 5:33

## Listplaceringar
| Lista (2008-2009) | Högsta position |
| ----------------- | --------------- |
| Storbritannien    | 32              |
| Sverige           | 45              |
| Tyskland          | 70              |